# Sherwood Shores (Teksas)
Sherwood Shores je naseljeno mjesto za statističke potrebe u američkoj saveznoj državi Teksas. Prema popisu stanovništva iz 2010. u njemu je živjelo 1.190 stanovnika.